# Iardinis mussardi
Iardinis mussardi là một loài nhện trong họ Mysmenidae.
Loài này thuộc chi Iardinis. Iardinis mussardi được P. M. Brignoli miêu tả năm 1980.